# Agrostophyllum ventricosum
Agrostophyllum ventricosum är en orkidéart som beskrevs av Johannes Jacobus Smith. Agrostophyllum ventricosum ingår i släktet Agrostophyllum och familjen orkidéer. Inga underarter finns listade i Catalogue of Life.